# كأس سان مارينو 2015–16
كأس سان مارينو 2015–16 (بالإيطالية: Coppa Titano 2015-2016)‏ هو الموسم 56 من كأس سان مارينو. أقيم خلال الفترة 15 سبتمبر 2015 وحتى 1 مايو 2016، وأشرف على تنظيمه اتحاد سان مارينو لكرة القدم، وكان عدد الأندية المشاركة فيه 15، وفاز فيه نادي لا فيوريتا.